# Gyrinus pachysomus
Gyrinus pachysomus is een keversoort uit de familie van schrijvertjes (Gyrinidae). De wetenschappelijke naam van de soort is voor het eerst geldig gepubliceerd in 1922 door Fall.